# Onthophagus polystigma
Onthophagus polystigma là một loài bọ cánh cứng trong họ Bọ hung (Scarabaeidae).